# باشگاه فوتبال هاستینگز یونایتد
باشگاه فوتبال هاستینگز یونایتد (به انگلیسی: Hastings United Football Club) یک باشگاه فوتبال در شهر هاستینگز، کشور انگلستان است که در سال ۱۸۹۴ میلادی تأسیس شده‌است.